# 맥스 라이저
맥스 라이저(Max Rhyser, 1982년 7월 11일 ~ )는 미국의 배우이다.

## 영화
- 골드 스타 (2017년)
- 프랑켄슈타인 VS 미라 (2015년)
- 바이올렛 텐던시 (2010년)
- 홈랜드 (2008년)
- 사랑은 네 단어 (2007년)
- 레비아탄 (2007년)